# Wacław Sierpiński

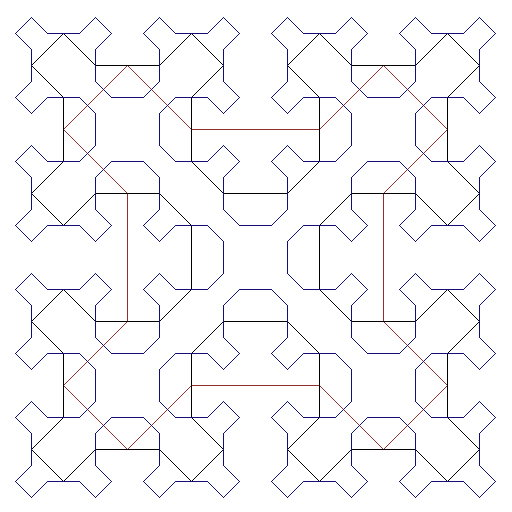
Drie iteraties (rood, zwart, blauw) van de Sierpiński-kromme

Wacław Sierpiński (Warschau, 14 maart 1882 - aldaar, 21 oktober 1969) was een Pools wiskundige. Hij vond een kromme die een voorloper is van de fractaal. De Sierpiński-kromme heeft een oneindige lengte en neemt toch een eindige oppervlakte in. De driehoek van Sierpiński en het tapijt van Sierpiński (ook wel: vierkant van Sierpiński) hebben dan weer nul oppervlakte en een oneindige lengte van mazen. Hij bedacht ook de Sierpińskigetallen.

## Onderwijs
Sierpiński schreef zich in 1899 in bij de wis- en natuurkunde faculteit van de Universiteit van Warschau. Daar studeerde hij vier jaar. In 1903, nog student aan de Universiteit van Warschau, won Sierpiński een prijs, die door de faculteit wiskunde en natuurkunde was uitgeloofd, voor het beste essay van een student over de bijdrage over de getaltheorie door Georgi Voronoi. Sierpiński werd voor zijn essay met een gouden medaille bekroond en legde zo de basis voor zijn eerste belangrijke wiskundige artikel. Onwillig om zijn werk in de Russische taal te publiceren, hield hij de publicatie van dit artikel tegen, totdat het in 1907 werd gepubliceerd in Samuel Dicksteins wiskundige tijdschrift, 'Prace Matematyczno-Fizyczne' (Pools: "De praktijk van de wis-en natuurkunde").
Na zijn afstuderen in 1904 werkte Sierpiński eerst als leraar wis- en natuurkunde in Warschau. Toen de school echter vanwege een staking werd gesloten, besloot Sierpiński om naar Krakau te verhuizen om daar zijn promotieonderzoek voort te zetten. Aan de Jagiellonische Universiteit in Krakau volgde hij de colleges van Stanisław Zaremba in de wiskunde. Hij studeerde ook astronomie en filosofie. In 1908 behaalde hij zijn doctoraat en werd hij aan de Universiteit van Lwów benoemd.

## Bijdragen aan de wiskunde

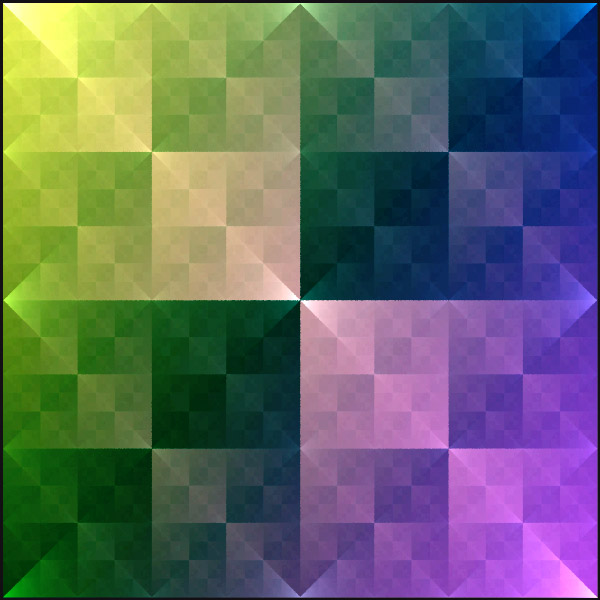
Sierpiński-vlak, een fractal

In 1907 raakte Sierpiński voor het eerst geïnteresseerd in de verzamelingenleer, toen hij op een stelling stuitte die verklaarde dat punten in het vlak met een enkelvoudige coördinaat kunnen worden gespecificeerd. Hij schreef aan Tadeusz Banachiewicz (die toen aan Universiteit van Göttingen verbleef), en vroeg hem hoe een dergelijk resultaat toch mogelijk was. Hij kreeg een antwoord dat slechts uit een woord bestond: "Cantor". Sierpiński begon in 1908 de verzamelingenleer te bestuderen. In 1909 gaf hij het allereerste college dat geheel gewijd aan dit onderwerp gewijd was.
Sierpiński publiceerde in een hoog tempo artikelen en boeken. Gedurende de jaren 1908 tot 1914, toen hij aan de Universiteit van Lwów doceerde, verschenen van zijn hand drie boeken. Daarnaast publiceerde hij vele wetenschappelijke artikelen. Deze boeken waren De Theorie van irrationale getallen (1910), Overzicht van de verzamelingenleer (1912) en De getaltheorie (1912).
In 1914, toen de Eerste Wereldoorlog begon, leefden Sierpiński en zijn familie in Rusland. Om te ontkomen aan de vervolging die al te vaak was weggelegd voor Poolse buitenlanders, werkte Sierpiński de rest van de oorlogsjaren met Nikolai Loezin in Moskou door. Samen begonnen zij aan de studie van analytische verzamelingen. In 1916 gaf Sierpiński het eerste voorbeeld van een normaal getal.
Nadat de Eerste Wereldoorlog in 1918 was geëindigd, keerde Sierpiński naar Lwów terug. Kort na zijn benoeming in Lwów kreeg hij echter een post aangeboden aan de Universiteit van Warschau, die hij aanvaardde. In 1919 werd hij tot professor benoemd. Hij zou de rest van zijn leven in Warschau doorbrengen.
Tijdens de Pools-Russische Oorlog (1919-1921) hielp Sierpiński mee om de Sovjet-Russische codeersleutels te breken voor het cryptografisch agentschap van de Poolse Generale Staf
In 1920 richtte Sierpiński samen met Zygmunt Janiszewski en zijn voormalige student Stefan Mazurkiewicz het invloedrijke wiskundige tijdschrift Fundamenta Mathematicae op. Sierpiński voerde de redactie over het tijdschrift, dat zich specialiseerde in artikelen over de verzamelingenleer.
Gedurende deze periode werkte Sierpiński voornamelijk op het gebied van de verzamelingenleer, maar ook op het gebied van de algemene topologie en functies van een reële variabele. In de verzamelingenleer leverde hij bijdragen over het keuzeaxioma en de continuümhypothese. Hij werkte ook aan wat nu bekendstaat als de Sierpiński-kromme. Sierpiński verder met Loezin verder aan hun onderzoek naar analytische en projectieve verzamelingen. Zijn werk over functies van een reële variabele bevat de resultaten op functionele reeksen, differentieerbaarheid van functies en de categoriestelling van Baire.
Sierpiński was ook zeer betrokken bij de ontwikkeling van de wiskunde in Polen. Hij werd in 1921 geëerd met zijn uitverkiezing voor de Poolse Academie van het Onderwijs en in datzelfde jaar was hij decaan van de faculteit gemaakt in de Universiteit van Warschau. In 1928 werd hij vice-voorzitter van de Warschaus Wetenschappelijk Genootschap en datzelfde jaar werd hij tevens verkozen tot voorzitter van het Pools Wiskundige Genootschap.
Sierpiński was de auteur van 724 artikelen en 50 boeken (waarvan er twee, Introduction to general topology (1934) en General Topology (1952) door de Canadese wiskundige Cecilia Krieger in het Engels zijn vertaald). Sierpiński ging in 1960 als professor aan de Universiteit van Warschau met emeritaat, maar gaf tot 1967 jaarlijks een seminar over getaltheorie aan de Poolse Academie van Wetenschappen. Hij bleef als hoofdredacteur verbonden aan de Acta Arithmetica en als redacteur aan de raad van Rendiconti del Circolo matematico di Palermo, de Composito Matematica en Zentralblatt für Mathematik.
- Bibsys: 90825928
- Biblioteca Nacional de España: XX1439148
- Bibliothèque nationale de France: cb12280524t (data)
- Biografisch Portaal: 46325596
- Catàleg d'autoritats de noms i títols de Catalunya: 981058522721706706
- CiNii: DA02217229
- DBLP: 149/8001
- Gemeinsame Normdatei: 117725420
- International Standard Name Identifier: 0000 0000 8108 3928
- Library of Congress Control Number: n84802094
- Nationale Bibliotheek van Letland: 000060122
- Mathematics Genealogy Project: 12545
- Nationale Bibliotheek van Tsjechië: xx0010842
- Nationale bibliotheek van Australië: 35498745
- Nationale Bibliotheek van Israël: 987007271375005171
- Nationale Bibliotheek van Polen: a0000002263009
- Nationale en Universitaire bibliotheek Zagreb: 000023757
- Nederlandse Thesaurus van Auteursnamen: 069382883
- Réseau des bibliothèques de Suisse occidentale: 02-A003830754
- Istituto Centrale per il Catalogo Unico: SBLV151933
- LIBRIS: 238641
- SNAC: w6r51ggt
- Système universitaire de documentation: 031626254
- Trove: 975120
- Virtual International Authority File: 29595075
- WorldCat: E39PBJrrtqkF7mDYp868tjfcyd